# داته‌ماکی

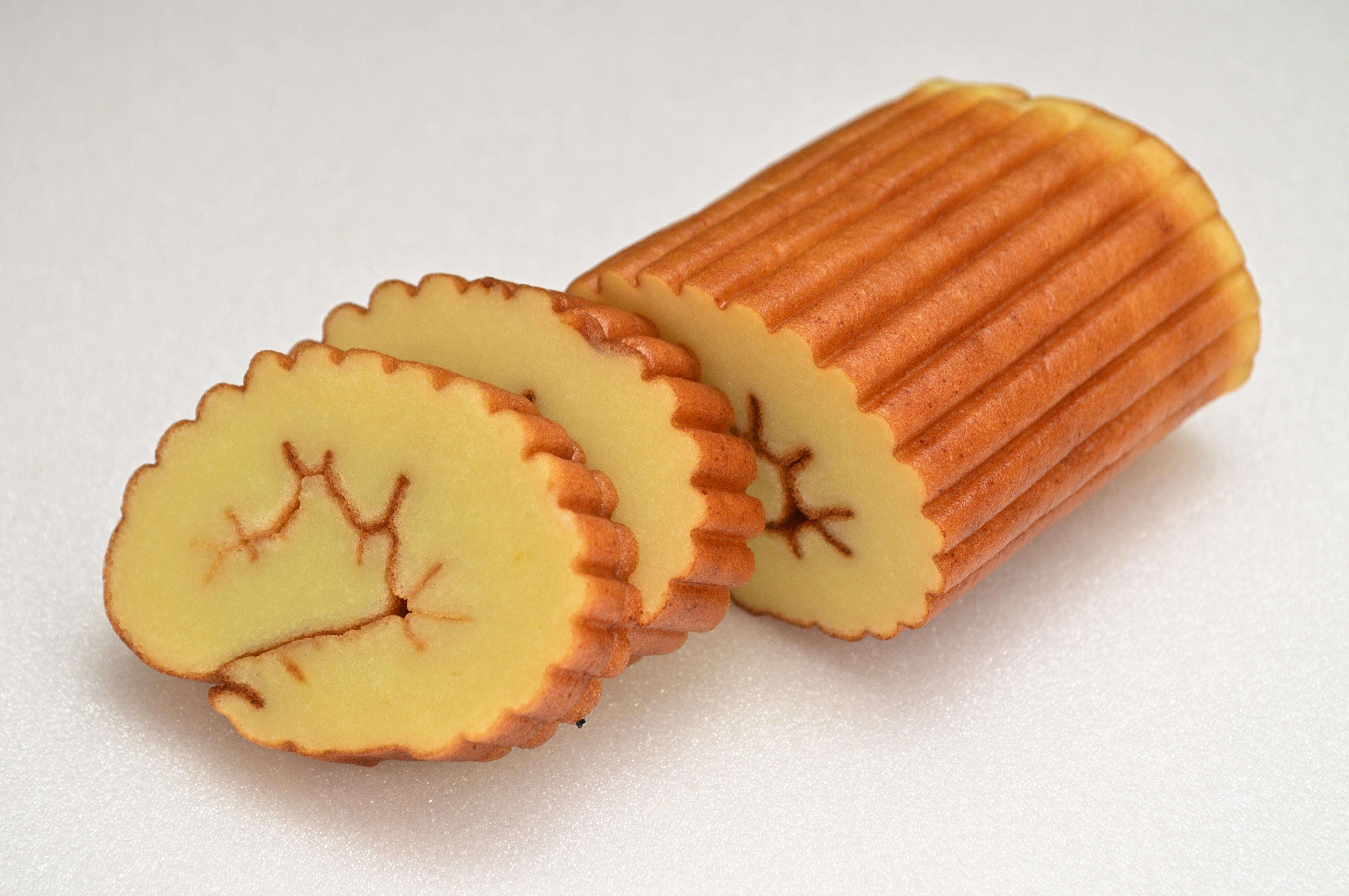
داته‌ماکی

داته‌ماکی (به ژاپنی: 伊達巻 date-maki-tamago) خوراکی است که از تخم مرغ با استفاده از خمیر ماهی تهیه می‌شود. به آن داته‌ماگی تاماگو نیز می‌گویند (با داشیماکی تاماگو متفاوت است). یک از عناصری که در تهیه سوشی در ژاپن استفاده می‌شود.